# B.Mallenahalli, Kadur
B.Mallenahalli là một làng thuộc tehsil Kadur, huyện Chikmagalur, bang Karnataka, Ấn Độ.